# In All the Right Places
Az In All the Right Places című dal a brit énekes-dalszerző Lisa Stansfield által felvett dal a Tisztességtelen ajánlat című 1993-as filmdráma egyik betétdala, Robert Redford és Demi Moore főszereplésével. A dal  1993. május 24-én jelent meg kislemezen az Egyesült Királyságban, és 1993 júliusában pedig más európai országokban is megjelent. A dalszöveget Stansfield, Ian Devaney és Andy Morris írta. A zenét John Barry szerezte, aki a filmzenét is komponálta. A dal pozitív értékelést kapott a zenekritikusoktól, melyhez a zenei videót Nick Brandt készítette. A dal 8. helyezést ért el a brit és ír slágerlistán, Olaszországban pedig a 10. helyezést érte el.
A dal szerepel Stansfield 3. stúdióalbumán a So Natural című lemezen is, mely 1993 novemberében jelent meg. A dal Stansfield 2003-as Biography: The Greatest Hitst, a 2014-es "So Natural" deluxe 2CD + DVD változatán is helyet kapott, de hallható a The Collection 1989-2003-as válogatás lemezen is.  A dalt Arany Málna díj-ra is jelölték, mint a legrosszabb dal.

## Számlista
UK 7" kislemez
1. "In All the Right Places" (Edit) – 5:17
2. "In All the Right Places" (Soul Mix) – 6:03

Európai CD single
1. "In All the Right Places" (Edit) – 5:17
2. "In All the Right Places" (Soul Mix) – 6:03
3. "In All the Right Places" (Instrumental) – 3:10

UK CD single
1. "In All the Right Places" (Edit) – 5:17
2. "In All the Right Places" (Soul Mix) – 6:03
3. "Someday (I’m Coming Back)" (Classic 12" Club Mix) – 7:43
4. "Someday (I’m Coming Back)" (Classic Reprise Mix) – 5:48

UK 12" single
1. "In All the Right Places" (Soul Mix) – 6:03
2. "Someday (I’m Coming Back)" (Classic 12" Club Mix) – 7:43
3. "Someday (I’m Coming Back)" (Classic Reprise Mix) – 5:48

US promóciós CD single
1. "In All the Right Places" (Special U.S. Edit) – 4:08
2. "In All the Right Places" (Album Version) – 5:42

## Slágerlista
| Slágerlista(1993)                      | Legjobb helyezés |
| -------------------------------------- | ---------------- |
| Australia (ARIA Chart)                 | 132              |
| Kanada Adult Contemporary Tracks (RPM) | 26               |
| Europe (European Hot 100 Singles)      | 24               |
| Germany (Official German Charts)       | 63               |
| Italy (Hit Parade)                     | 10               |
| Hollandia (Top 40)                     | 20               |
| Hollandia (Single Top 100)             | 24               |
| Poland (LP3)                           | 10               |
| Portugal (AFP)                         | 4                |
| Egyesült Királyság (UK Singles Chart)  | 8                |

| Slágerlista (1993)                   | Helyezés |
| ------------------------------------ | -------- |
| Netherlands (Dutch Top 40)           | 160      |
| UK Singles (Official Charts Company) | 60       |